# Aristides de Sousa Mendes
Aristides de Sousa Mendes (Cabanas de Viriato, municipi de Carregal do Sal, districte de Viseu, 19 de juliol de 1885 — Lisboa, 3 d'abril de 1954) va ser un diplomàtic portuguès. Va expedir visats a refugiats de totes les nacionalitats que desitjaven fugir de França en 1940, any de la invasió de França per l'Alemanya Nazi durant la Segona Guerra Mundial. De Sousa Mendes va salvar desenes de milers de persones de l'Holocaust per la qual cosa va ser reconegut en 1966 després de la seva mort com a Just entre les Nacions per l'Estat d'Israel. Va ser l'"Oskar Schindler portuguès" (fins i tot va salvar més persones que Schindler).

## Abans de 1940
Aristides de Sousa Mendes do Amaral i Abranches pertanyia a una família aristocràtica, catòlica, conservadora i monàrquica. El seu pare era membre del Tribunal Suprem de Portugal.
Després de llicenciar-se en Dret per la Universitat de Coïmbra, l'any 1907 Aristides de Sousa es va mudar a Lisboa, igual que el seu germà bessó César, qui arribaria a ser ministre sota el règim de Salazar. L'any 1910 Aristides de Sousa va contreure matrimoni amb el seu amor de joventut, Angelina; amb ella tindrà 14 fills nascuts en els diferents països en els quals Sousa Mendes va estar destinat. Poc temps després va començar la seva carrera diplomàtica ocupant llocs en diverses delegacions consulars portugueses de Zanzíbar, Brasil o els Estats Units d'Amèrica. L'any 1929 va ser nomenat Cònsol a Anvers, càrrec que va ocupar fins a 1938. La seva obstinació en la promoció de Portugal no va passar desapercebut. Bèlgica el va condecorar en dues ocasions com a oficial de l'Ordre de Leopold i comendador de l'Ordre de la Corona, la més alta condecoració belga. Després de passar gairebé deu anys de servei a Bèlgica, Sousa Mendes va ser nomenat cònsol a Bordeus, França.

## Segona Guerra Mundial
En esclatar la Segona Guerra Mundial, de Sousa Mendes es trobava a Bordeus desenvolupant la seva feina de cònsol. Les tropes de Hitler avançaven ràpidament sobre França. Portugal es va declarar país neutral. El mateix dictador del país, António de Oliveira Salazar va fer constar a través de la Circular 14 la seva negativa a entrar en el conflicte obligant a tots els cònsols portuguesos a no concedir visats a: estrangers de nacionalitat indefinida, contestada o en litigi; els apàtrides; els jueus expulsats del seu país d'origen o del país del qual siguin ciutadans.
Aristides de Sousa Mendes va fer cas omís a les ordres del seu Govern i va expedir visats d'entrada per a Portugal o Estats Units. El 16 de juny de 1940 de Sousa Mendes va decidir lliurar un visat a tot aquell que l'hi demanés. Amb l'ajuda dels seus fills i nebots així com amb la del rabí d'Anvers, Jacob Kruger, es va dedicar a expedir passaports, i signar visats ininterrompudament. Al rebre les queixes des de Lisboa va dir: Si cal desobeir, prefereixo que sigui a una ordre dels homes que a una ordre de Déu.
Malgrat que el govern de Salazar va prendre mesures contra el cònsol rebel, Sousa va continuar la seva activitat a Baiona entre els dies 20 i 23 de juny de 1940 en presència del vice-cònsol i de dos altres funcionaris que res van poder fer per a aturar la concessió de visats. El 23 de juny el govern de Salazar el va cessar del seu càrrec de cònsol però de Sousa Mendes va continuar emetent visats a tots els quals es trobava de camí a Hendaia.
El govern de Salazar va enviar diversos funcionaris per a endur-se Sousa Mendes. Malgrat això, Aristides de Sousa aconsegueix travessar la frontera francesa juntament amb altres refugiats i arribar a Espanya. A causa dels deficients mitjans existents per a la comunicació els guàrdies de la duana espanyola no havien estat avisats per Madrid per a tancar la frontera i no van tenir més remei que deixar passar a tots els refugiats que acompanyaven l'antic cònsol per a continuar viatge cap a direcció a Portugal.

## Retorn a Portugal
En tornar a Portugal, Aristides de Sousa Mendes va patir represàlies per part del govern de Salazar, que el va obligar a abandonar la seva carrera diplomàtica, i fins i tot li va impedir que exercís l'advocacia. La seva llicència per a conduir, que havia estat emesa a l'estranger, va ser requisada. Va sobreviure gràcies a la caritat de la comunitat jueva de Lisboa. Amb la seva ajuda, dos dels onze fills d'Aristides van poder estudiar en Estats Units.
Al terme de la Segona Guerra Mundial, Salazar es felicita per haver ajudat a molts refugiats. En cap moment, Sousa va tornar a formar part de la Carrera diplomàtica.
Sense el reconeixement públic de la seva tasca, Sousa Mendes va passar els seus últims anys de vida sumit en la misèria després de vendre les seves pertinences a la mort de la seva esposa en 1948. Va Morir oblidat el 3 d'abril de 1954 a l'hospital dels franciscans a Lisboa. Va ser enterrat amb una túnica franciscana.

## Persones salvades
- Salvador Dalí i Domènech, pintor, decorador i escriptor català.
- Gala Dalí, Dona de Salvador Dalí.
- Robert Montgomery, actor i director estatunidenc.
- Otto d'Habsburg, fill de l'últim emperador d'Àustria-Hongria, va escapar amb la seva família des de l'exili belga i es va dirigir als Estats Units.
- Norbert Gingold, pianista
- Charles Oulmont, escriptor francès i professor de la Universitat de la Sorbona.
- Tres ministres del govern belga fugits abans de la invasió del seu país, els quals, refugiats en la casa-palau d'Aristides de Souza a Portugal, van formar el "Govern belga a l'exili".

## Reconeixements
En 1966, en el Memorial del Museu Yad Vashem, celebrat a Israel, va ser reconegut com a Just entre les nacions.
En 1987, la República de Portugal el va condecorar amb l'Ordre de la Llibertat i demana disculpes públiques a la seva família.
En 1994, el president portuguès Mario Soares va descobrir un bust en homenatge a Aristides de Sousa Mendes, així com una placa commemorativa en el lloc en el qual hi havia el consolat de Portugal a Bordeus l'any 1940.
En 1995, l'Associació Sindical de Diplomàtics Portuguesos (ASDP) crea un premi anual amb el seu nom.
En 1998, la República Portuguesa el va condecorar amb la Creu de Mèrit a títol pòstum per les seves accions a Bordeus.
En 2006 es va proposar la reconstrucció de la casa del cònsol.
En 2007, va ser votat com un dels 10 "portuguesos més grans", en el programa de TV "Os Grandes Portugueses", quedant en tercera posició.
Juny de 2020, s'aprova la proposta al Parlament portuguès de inscriure el seu nom al Panteó Nacional.